# Хрватски музеј архитектуре ХАЗУ
Хрватски музеј архитектуре ХАЗУ  основан је 1995. године под покровитељством Хрватске академије знаности и умјетности, са циљем да настави рад који се одвијао у Академијином Кабинету за архитектуру и урбанизам.  Оснивањем музеја богата збирка архивалија овог Кабинета постала је иницијална збирка Музеја. 
Једини је музеј архитектуре у Хрватској. Његова музејска збирка, слична је оној у многим музејима архитектуре насталих у новијем раздобљу, у многим земљама. Делатност музеја оријентисана је примарно на националну колекцију и архитектуру двадесетог века.
Музеј нема сталну поставку,  већ  са бави организацијом  повремених изложби како би музејској публици представила фундус музеја и одговарајућу архитектонску продукцију појединих аутора или изабраних периода.
Најбројнију публику Музеја, око 90%, чине професионалци архитекти. Остатак од 10% чини широка културна јавност. То је однос који је готово стандардан за већину музеја архитектуре овог типа у свету.  
Оснивањем Музеј профилисана је је идеја да он буде не само место где ће се сачувати заоставштина архитеката, већ и  место окупљања на коме се могу континуирано пратити теме из области архитектуре, урбанизма, просторне естетике и културног наслеђа.

## Положај
Хрватски музеј архитектуре је смештен у заштићеном културном добру – вили  Ehrlich Marić у Загребу, Улици Ивана Горана Ковачића 27, Република Хрватска.

## Заштита
Након оснивања Хрватског музеј архитектуре  1995. године, током 1999. године Министарство културе, Управа за заштиту културне баштине у Загребу доноси решење о упису виле  Ehrlich Marić у Загребу, у Улици Ивана Горана Ковачића 27,  у регистар заштићених споменика културе Републике Хрватске.

## Историја
Формирања музеја архитектуре је савремена тема, која сеже дубоко у прошлост  о којој још није исписана целовита историја ове музејске типологије. Прототипове музеја архитектуре налазимо у бројним изложбеним витринама с макетама и цртежима у аристократским и буржујским резиденцијама у другој половини 17. века. У то време архитектонски цртежи, одливци и макете изашли су из архитектонских студија, војних институција и великашких палата и ушли у подручје трговине па се тада појављују и прве збирке које с временом добијају различите музеолошке оквире.
У тој шареколикој лепези, јавља се и музеолошка поставка Хрватског музеја архитектуре, о коме  сликовито говори чињеница да поседује сва статистичка својства која означавају институције које у свом имену носе назив “музеј архитектуре”:
- смештен је у заштићеном културном добру вили Ехрлицх-Марић у Загребу,

- оријентисан је на националну збирку и двадесети век,

- у простору музеја смештене су збирка, фотоархив, библиотека, учионица и изложбени простор.

Музеј је основан у вили  Ерлих-Марић на Тушканцу изграђеној је 1891. године. Градитељ је био Мијо Гехер, а наручитељи Херман и Марија Ерлих. У делу куће, уз становање, било  смештено популарно одмориште и ресторан Јосиповац, уцртан на старим загребачким разгледницама.
Др  Артур Марић, индустријалац, 1928. године као нови власник, кућу је  преградио по пројекту архитектонског уреда Бенедик & Баранyаи. Габарит првобитног објекта је смањен и преобликован. Парцела је проширена докупом суседних парцела и у њој је уређен врт с ружичњаком и базеном. Градња је добила сва карактеристике највишег стандарда становања који  је остао сачуван у албуму фотографа Донегханyја. 
Године 1942. одлуком Државног равнатељства за господарску понову Независне државе Хрватске кућа је, као јеврејска имовина, постала државно власништво, а током Другог светског рата власници куће су трагично завршили у нацистичким логориам, и више нема живих директних наследника.   За време Другог светског рата  кућа је била резиденција за високо позициониране личности.
Доласком народне власти по окончању Другог светског рата кућа је прешла је у општенародну имовину,  и  била резиденција за високо позициониране личности, све до 1952. године, кад је у њој смештена Мајсторска радионица за архитектуру Драге Иблера и Драге Галића. 
Крајем 1980-тих у већ оронулој кући одвијале се настава за последипломски студије туристичке архитектуре. 
На захтев Хрватске академије знаности и умјетности, која је у поседу куће, Министарство културе Републике Хрватске 21. ожујка 1995. године издаје решење о почетку рада Хрватског музеја архитектуре као музејске установе у саставу Академије.
Прве активности Музеја биле су усмерене на неопходно уређење простора куће. Уз помоћ донатора обнављају се будуће изложбене просторије, а 1998. године, средствима Министарства културе и Града Загреба, темељно је обновљено прочеље и терасе и поправља кров.

## Хрватски музеј архитектуре: од идеје до реализације
Идеја о оснивању Музеја потекла је 1991. године у Академијином Разреду за ликовне умјетности, када је закључено да се дотадашња делатност Кабинета за архитектуру и урбанизам прошири на музејску делатност. Главни покретач Академијиног пројекта оснивања Музеја и први његов руководилац био је покојни академик Мирослав Беговић. Још пре почетка непосредне акције оснивања Музеја, он је 1994. године у Билтену разреда за ликовне уметности објавио чланак под насловом Хрватски Музеј архитектуре у којем је образлажио хитност и важност потребе покретања музејске установе посвећене архитектури у Хрватској и до скицу његовог профила која ће се касније великим делом претопити у програм основне делатности Музеја. Ево делова из тог текста: 
Смисао је Хрватског музеја архитектуре суставно прикупљање, чување, стручна заштита, стручна и знанствена обрада и презентирање архитектонских цртежа, планова и нацрта. Знанствени поступак у истраживању и презентирању грађе те оријентација к информирању јавности темељни су увјети музејске дјелатности. Музеј ће организирати издавачку дјелатност ради публицирања резултата знанствених истраживања и изложбене дјелатности.
Године 1992. Председништво Академије потврдило је ову одлуку Разреда, а чланови Разреда и њихови сарадници организовали су и први програм – научни скуп и пригодну изложбу, нимало случајно посвећену архитекти Виктору Ковачићу. 
У ожујку 1995. године Музеј је регистрован, а у току 1996. године у рад Музеја су се укључили и први стално запослени у Музеја (два стална радна места уз ангажовање за рад научника чији је број варирао је од један до три, колико их је и данас укључено у рад Музеја) 
У праћење рада Музеја укључени су и архитекти академици чланови Седмог разреда, а посебно водитељи: покојни академик Мирослав Беговић, академик Борис Магаш и данас академик Андрија Мутњаковић, а уз њих и остали архитекти чланови Ликовног разреда: академици Велимир Неидхардт и Анте Вулин и покојни академик Андрија Мохоровичић. 
Чланови Седмог разреда академици Велимир Неидхардт и Борис Магаш уз актуалног водитеља Музеја академика Андрију Мутњаковића и управитељицу мр. сц. Дубравку Кисић, дипл. инг. арх., чине Музејско веће ове Академијине јединице.

## Мисија музеја
Оно што ову установу одређује примарно је национална мисија, коју су му наменили оснивачи Хрватска академија знаности и умјетности и Министарство културе Републике Хрватске, како је  и наведено у његовом имену.  Такође мисија Музеја је да буд жаришна тачка јавне комуникације и референтна тачка за истраживање архитектуре у најширем смислу.

## Чланство
С обзиром на свој профил Музеј је део мреже Међународне конфедерације музеја архитектуре (ИЦАМ) и Међународног сабора архива (ИЦА).

## Делатност
Делатности везане за медијализацију архитектуре у овом Музеју одвијају се у различитим форматима:
- изложбама,
- предавањима,
- расправама,
- симпозијумима,
- радионицама,
- публикацијама.

Кроз активности везане за прикупљање, обраду и научну интерпретацију збирке и изложбену и издавачку делатност музеја, он се:
- обраћа професионалној, али и најширој културној јавности,
- труди да остварује циљеве савременог музеја архитектуре који све више постаје референтно место за све оне који желе разумети и изграђивати сопствену околину, и који је преобликују и граде или једноставно у њој живе.[1]

Квантификацијски резултати рада Музеја током 16 година његовог рад, прикатани су у овим показатељима: 
- За збирку је прикупљено 40 особних архивских фондова архитеката.

- У библиотеци је сакупљено око 8.700 наслова.

- Одржана је 71 изложби и 34 програма других формата

- Штампано је 34 деплијана, 22 каталога, 1 монографија (10 изложаби имало је каталог у издању другог издавача – носиоца пројекта изложбе).

- Објављено је више научних чланака,

- У току су израде четири докторске дисертације на темељу градива музејске Збирке.

Музеј поседује велики број дела Ковачића и Ehrlicha, градитељске подухвате познатих зграда у Хрватској које потписују Витић и Шегвић, мало познатим Колацијевим сликама, прелепим перспективама Бранке Камински, грађевинским пројектима и урбанистичким пројектима - изведеним и онима који су остали само на папиру у пројектним радовима.

## Радно време
Хрватски музеј архитектуре отворен је за посетиоце током целе године:
- Понедељком, уторком, четвртком и петком од 10:00 до 14:00 часова
- Средом од 10:00 до 18:00 часова

Суботом, недељом и у празничне дана Музеј је затворен.